# Bezovec
Bezovec (743 m n.p.m.) - szczyt w Górach Inowieckich w zachodniej Słowacji. Najwyższy szczyt grupy zwanej Niskim Inowcem (słow. Nízky Inovec).

## Położenie
Szczyt leży w północnej części Niskiego Inowca, w głównym, biegnącym z północy na południe grzbiecie Gór Inowieckich. Znajduje się w granicach katastralnych wsi Nová Lehota w powiecie Nowe Miasto nad Wagiem. Od północy pod szczyt podchodzą górne pietra Hrádockej doliny, którą spływa Hrádocký potok (lewobrzeżny dopływ Wagu), natomiast od południowego zachodu – górne piętra Priečnej doliny, którą spływa Modrovský potok (również dopływ Wagu).

## Charakterystyka
Górne partie Bezovca mają formę dość kształtnej kopy o dość stromych stokach, wznoszącej się ok. 150 m ponad dochodzące do niego grzbiety. Szczyt budują szare, margliste wapienie, margle i margliste łupki z przełomu jury i kredy, zaliczane do jednostki zliechovskiej płaszczowiny kriżniańskiej, natomiast pas północnych stoków nad Doliną Hradocką – szare, wyraźnie ławicowane dolomity triasowe. Kopuła szczytowa porośnięta lasem, głównie buczynami, a w miejscach kamienistych – lasami jaworowo-lipowymi, z wyjątkiem części południowo-zachodniej, pokrytej łąkami.

## Turystyka
Przez szczyt Bezovca nie biegnie żaden znakowany szlak turystyczny. Czerwone   znaki szlaku przebiegającego wzdłuż głównego grzbietu Gór Inowieckich obchodzą Bezovec trawersem od północy i zachodu. Ze szczytowych łąk ładne widoki, ograniczone jednak ścianą lasu po północnej stronie widnokręgu. Obejmują one, poza bliższymi szczytami Gór Inowieckich m.in. dolinę Wagu i ciągnące się poza nią pasmo Białych Karpat, Kotlinę Dolnonitrzańską i góry Trybecz.
U zachodnich podnóży szczytu, na wysokości 570–600 m n.p.m., znajduje się niewielki ośrodek turystyczno-rekreacyjny (funkcjonujący również pod ogólną nazwą „Bezovec”) z kilkoma obiektami noclegowo-gastronomicznymi. Zimą działa w nim do 4-5 dość krótkich wyciągów narciarskich (w tym jeden na kopule szczytowej Bezovca), przy których istnieje kilka tras zjazdowych. Utrzymywanych jest również kilka tras dla narciarzy biegowych.